# Colletotrichum curcumae
Colletotrichum curcumae är en svampart som först beskrevs av Hans Sydow, och fick sitt nu gällande namn av E.J. Butler & Bisby 1931. Colletotrichum curcumae ingår i släktet Colletotrichum och familjen Glomerellaceae.   Inga underarter finns listade i Catalogue of Life.